# Corynitis
Corynitis là một chi bướm đêm thuộc họ Erebidae.